# Walid Ould-Chikh
Walid Ould-Chikh (en árabe: وَلِيد وَلَد شَيْخ‎; Roosendaal, Países Bajos, 6 de noviembre de 1999) es un futbolista neerlandés de ascendencia marroquí, que juega como centrocampista en el Eintracht Brunswick de la 2. Bundesliga.

## Vida personal
Su hermano mayor, Bilal Ould-Chikh, también es futbolista.

## Estadísticas

### Clubes
Actualizado al último partido disputado el 1 de marzo de 2024.
| Club                            | Div.          | Temporada     | Liga  | Liga  | Liga   | Copas nacionales | Copas nacionales | Copas nacionales | Copas internacionales | Copas internacionales | Copas internacionales | Total | Total | Total  |
| Club                            | Div.          | Temporada     | Part. | Goles | Asist. | Part.            | Goles            | Asist.           | Part.                 | Goles                 | Asist.                | Part. | Goles | Asist. |
| ------------------------------- | ------------- | ------------- | ----- | ----- | ------ | ---------------- | ---------------- | ---------------- | --------------------- | --------------------- | --------------------- | ----- | ----- | ------ |
| F. C. Volendam · Países Bajos   | 2.ª           | 2021-22       | 26    | 2     | 1      | 0                | 0                | 0                | —                     | —                     | —                     | 26    | 2     | 1      |
| F. C. Volendam · Países Bajos   | 1.ª           | 2022-23       | 27    | 1     | 1      | 2                | 0                | 0                | —                     | —                     | —                     | 29    | 1     | 1      |
| F. C. Volendam · Países Bajos   | Total club    | Total club    | 53    | 3     | 2      | 2                | 0                | 0                | 0                     | 0                     | 0                     | 55    | 3     | 2      |
| Roda JC Kerkrade · Países Bajos | 2.ª           | 2023-24       | 27    | 10    | 6      | 1                | 0                | 2                | —                     | —                     | —                     | 28    | 10    | 8      |
| Roda JC Kerkrade · Países Bajos | Total club    | Total club    | 27    | 10    | 6      | 1                | 0                | 2                | 0                     | 0                     | 0                     | 28    | 10    | 8      |
| Total carrera                   | Total carrera | Total carrera | 80    | 13    | 8      | 3                | 0                | 2                | 0                     | 0                     | 0                     | 83    | 13    | 10     |